# 加太郵便局
加太郵便局
- （かだゆうびんきょく） - 和歌山県和歌山市にある郵便局。本記事で記述する。
- （かぶとゆうびんきょく） - 三重県亀山市にある郵便局。局番号は22197。

加太郵便局（かだゆうびんきょく）は、和歌山県和歌山市にある郵便局。民営化前の分類では無集配特定郵便局であった。

## 概要
住所：〒640-0103 和歌山県和歌山市加太1211-3
かつては集配郵便局であったが、2002年（平成14年）に集配業務を和歌山中央郵便局に移管し無集配郵便局となった。

### 分室
分室はなし。過去に存在した分室は以下のとおり
- 深山分室 - 1942年（昭和17年）に廃止。

## 沿革
- 1873年（明治6年）2月10日 - 加太郵便取扱所として開設[1]。
- 1873年（明治6年）3月 - 加太郵便役所となるも、翌4月に郵便取扱所に戻る[1]。
- 1875年（明治8年）1月1日 - 加太郵便局（五等）となる[1]。
- 1885年（明治18年）5月1日 - 貯金取扱を開始[1]。
- 1890年（明治23年）7月16日 - 為替取扱を開始[1]。
- 1897年（明治30年）9月21日 - 加太郵便電信局（三等）となる[2]。
- 1903年（明治36年）4月1日 - 通信官署官制の施行に伴い加太郵便局（三等）となる[3]。
- 1938年（昭和13年）12月1日 - 陸軍病院深山分院内分室を設置[4]。
- 1940年（昭和15年）6月16日 - 陸軍病院深山分院内分室を深山分室に改称[5]。
- 1942年（昭和17年）1月1日 - 深山分室を廃止[6]。
- 1963年（昭和38年）2月10日 - 和歌山松江郵便局[7]から和文電報配達業務の一部[8]を移管[9]。
- 1971年（昭和46年）3月26日 - 電話交換業務を和歌山電報電話局に移管。
- 1984年（昭和59年）6月1日 - 和文・欧文・国際電報配達業務を和歌山西電報電話局に移管。
- 2002年（平成14年）7月1日 - 和歌山中央郵便局へ集配業務を移管、無集配局となる。郵便番号を〒640-0199から〒640-0103に変更。
- 2007年（平成19年）10月1日 - 民営化。
- 2012年（平成24年）10月1日 - 日本郵便株式会社発足。
- 2022年（令和4年）5月14日 - 局舎建て替えに伴い一時閉鎖。閉鎖中は局駐車場において車両型郵便局で対応。

## 取扱内容
- 郵便、印紙、ゆうパック、内容証明
- 貯金、為替、振替、振込、国債
- 生命保険、バイク自賠責保険
- ゆうちょ銀行ATM

## 風景印
- 図案は沖野島から見た神島。局名表示は「和歌山加太」。
- 使用開始日は1951年（昭和26年）6月25日。

## 周辺
- 和歌山市役所加太支所
- 和歌山市立加太中学校
- 和歌山市立加太小学校
- 淡嶋神社
- 和歌山県道7号粉河加太線
- 堤川
- 友ヶ島 - 加太港から航路

## アクセス
- 南海加太線 加太駅から西へ500m（徒歩約9分）
- 駐車場あり：1台